# Listeriosis
Listeriosis là một bệnh nhiễm khuẩn do vi khuẩn Listeria monocytogenes gây ra, bệnh có thể dẫn đến tử vong. Bệnh Listeriosis chủ yếu ảnh hưởng tới phụ nữ mang thai, trẻ sơ sinh, người già và những người suy giảm hệ miễn dịch. Những người lớn khỏe mạnh và trẻ em đôi khi cũng nhiễm khuẩn này nhưng hiếm khi bệnh trở nặng. Trẻ có thể sinh ra đã mắc nếu mẹ ăn thực phẩm nhiễm khuẩn lúc mang thai.

## Dịch tễ học

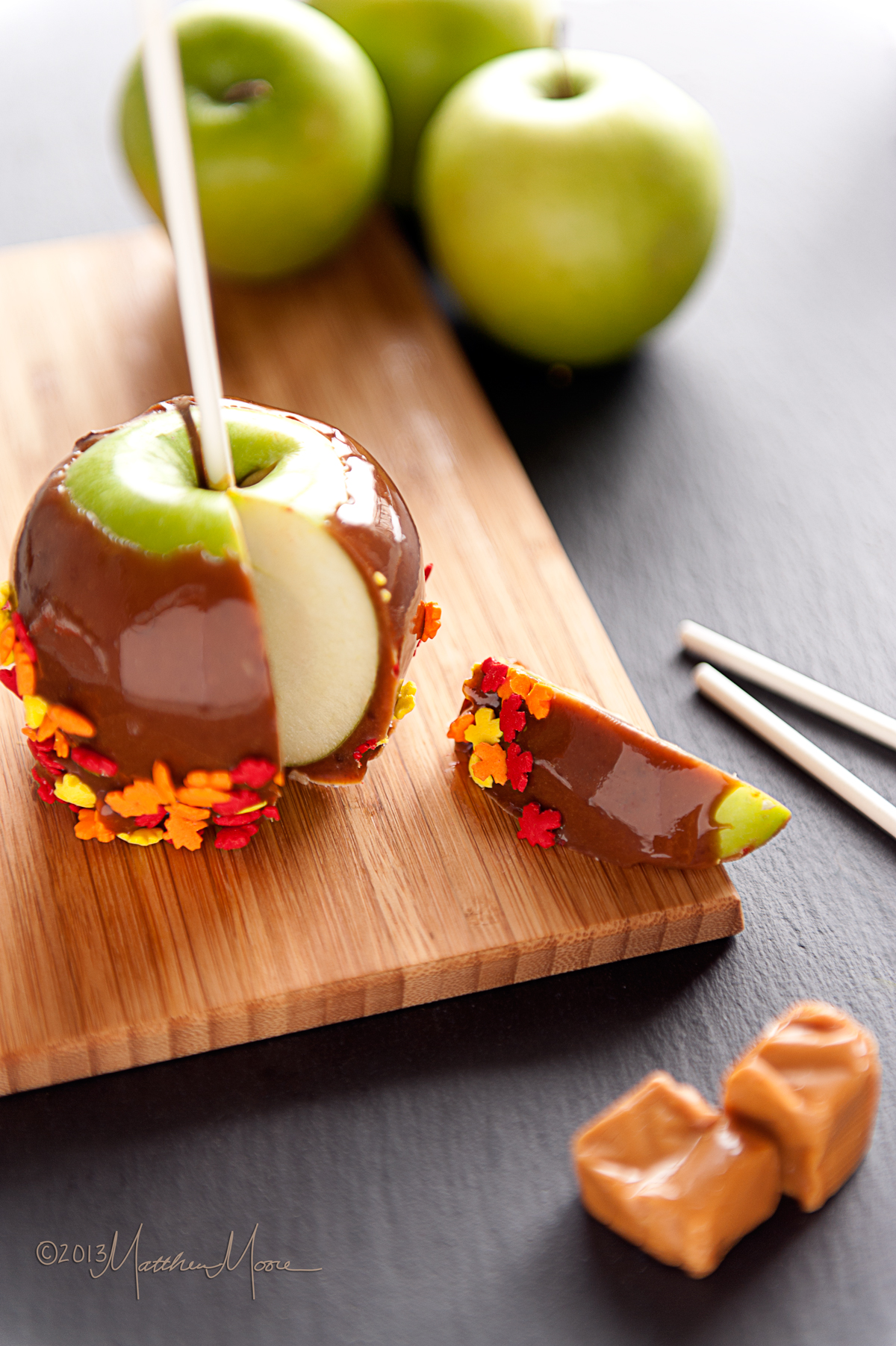
Táo Caramel, tác nhân gây bệnh